# Palikir
Palikir és la capital dels Estats Federats de Micronèsia, situada en l'oceà Pacífic occidental. És una ciutat d'una mica més de 6.000 habitants, que forma part del municipi més gran de Sokehs, que tenia 7.000 habitants en 2009, de la població total de la nació de 106.487. Està situada al nord-oest de l'illa de Pohnpei (33.000 habitants), una illa volcànica de gran altura envoltada per un escull de coral. A prop, al nord-est, es troba el assentament més gran de l'illa, la ciutat costanera de Kolonia. Va ser declarada capital de Micronèsia en 1989. El segle XVI van arribar per primera vegada exploradors europeus a l'illa.

## Història
Els primers pobladors de l'illa de Pohnpei probablement van Lapita del sud-est de les Illes Salomó o de l'arxipèlag de Vanuatu. Pohnpei va ser governada per caps tribals en l'antiguitat. Palikir era antigament un petit poble de poca importància. L'illa de Pohnpei va ser trobada per portuguesos i espanyols en el segle xv, però l'assentament colonial no es va produir fins a 1886 per part dels espanyols. Més tard, Alemanya va obtenir les Illes Carolines mitjançant la compra a Espanya al final de la guerra hispano-estatunidenca en 1898. Durant la Primera Guerra Mundial el control va passar als japonesos. Durant la Segona Guerra Mundial, els japonesos van construir un aeroport prop de Kolonia. Després de la Segona Guerra Mundial, l'illa va ser administrada com a part de les Illes del Pacífic en Administració Fiduciària pel govern dels Estats Units fins que els Estats Federats de Micronèsia van aconseguir la independència en 1979. El govern dels Estats Federats de Micronèsia va decidir convertir la zona de Palikir en una ciutat per a albergar l'administració central de les illes com a capital construïda a aquest efecte. Va ser declarada capital de Micronèsia en 1989. Es va concedir una ajuda de 15 milions de dòlars per a convertir el lloc en una ciutat moderna. Es van construir totes les oficines governamentals, uns quants habitatges i la residència del President dels Estats Federats de Micronèsia. Ara és el centre de l'administració federal del país, malgrat que continua sent un poble amb una població de 6.227 habitants (2010).

## Ubicació geogràfica
Palikir es troba al centre nord-oest de l'illa de Pohnpei (abans coneguda com a Ponapé). Geològicament, el terreny de l'illa consta d'alta muntanya a atols de corall baixos. És l'illa més gran, més alta, més humida i més pintoresca dels Estats Federats de Micronèsia. Palikir es troba a 8 km al sud-oest de Kolonia, que és la ciutat més gran de Pohnpei i la capital de l'estat de Pohnpei. Els esculls submarins es troben a tota la regió costanera de l'illa. 9 km al sud-est, el mont Nanlaud és el punt més alt dels Estats Federats de Micronèsia i de Pohnpei a 788 m tal com s'indica a l'estudi topogràfic definitiu de l'USGS a escala 1:25.000. Palikir està envoltat d'un bosc densament boscós.
La població és fonamentalment indígena, d'ètnia Micronèsia i es compon de diversos grups etnolinguístics. L'anglès és la llengua més popular. La taxa de creixement poblacional es manté en un 3 % encara que minorada per la creixent emigració. A l'illa de Ponapé i, per tant, també a Palikir són comuns els casos d'extrem daltonisme, conegut com a acromatòpsia.
Existeix una creixent població d'estatunidenques, australians, europeus i residents de la Xina i les Filipines. Igual que en la resta del país l'anglès s'ha convertit en el llenguatge comú del govern, i per a l'educació secundària i terciària.
La població l'any 2005 era de 6.227 habitants el que la converteix en el segon centre més poblat de l'illa i el tercer de tot el país, tan sols per darrere de la ciutat de Weno que compta amb una mica més de 13.000 habitants i la localitat de Kolonia que compta amb uns 7.800 residents.

## Clima
Palikir presenta un clima equatorial segons la classificació climàtica de Köppen. Tot i això, el clima està dominat pels vents alisis, i rep la visita de nombrosos ciclons. Com sol passar en els llocs amb un clima semblant, Palikir experimenta poca variació tèrmica al llarg de l'any, amb una mitjana anual aproximada de 27 °C. Amb tot, sí que rep una quantitat extraordinària de precipitació durant tot l'any: de mitjana, 5202 mm de pluja cada any. És la capital amb més precipitació del món.
| Paràmetres climàtics mitjans de Palikir | Paràmetres climàtics mitjans de Palikir | Paràmetres climàtics mitjans de Palikir | Paràmetres climàtics mitjans de Palikir | Paràmetres climàtics mitjans de Palikir | Paràmetres climàtics mitjans de Palikir | Paràmetres climàtics mitjans de Palikir | Paràmetres climàtics mitjans de Palikir | Paràmetres climàtics mitjans de Palikir | Paràmetres climàtics mitjans de Palikir | Paràmetres climàtics mitjans de Palikir | Paràmetres climàtics mitjans de Palikir | Paràmetres climàtics mitjans de Palikir | Paràmetres climàtics mitjans de Palikir |
| Mes                                     | Gen.                                    | Feb.                                    | Mar.                                    | Abr.                                    | Mai.                                    | Jun.                                    | Jul.                                    | Ago.                                    | Set.                                    | Oct.                                    | Nov.                                    | Des.                                    | Anual                                   |
| --------------------------------------- | --------------------------------------- | --------------------------------------- | --------------------------------------- | --------------------------------------- | --------------------------------------- | --------------------------------------- | --------------------------------------- | --------------------------------------- | --------------------------------------- | --------------------------------------- | --------------------------------------- | --------------------------------------- | --------------------------------------- |
| Temperatura diària màxima °C (°F)       | 29,9 (85,8)                             | 30,0 (86)                               | 30,2 (86,4)                             | 30,2 (86,4)                             | 30,3 (86,5)                             | 30,4 (86,7)                             | 30,6 (87,1)                             | 30,8 (87,4)                             | 30,9 (87,6)                             | 30,9 (87,6)                             | 30,7 (87,3)                             | 30,3 (86,5)                             | 30,4 (86,7)                             |
| Temperatura diària mínima °C (°F)       | 23,8 (74,8)                             | 23,9 (75)                               | 24,0 (75,2)                             | 23,7 (74,7)                             | 23,6 (74,5)                             | 23,3 (73,9)                             | 22,7 (72,9)                             | 22,6 (72,7)                             | 22,7 (72,9)                             | 22,7 (72,9)                             | 22,9 (73,2)                             | 23,7 (74,7)                             | 23,3 (73,9)                             |
| Precipitació total mm (polzades)        | 377 (14,8)                              | 279 (11)                                | 353 (13,9)                              | 462 (18,2)                              | 502 (19,8)                              | 464 (18,3)                              | 504 (19,8)                              | 515 (20,3)                              | 464 (18,3)                              | 469 (18,5)                              | 421 (16,6)                              | 392 (15,4)                              | 5.202 (204,8)                           |
| Font:                                   |                                         |                                         |                                         |                                         |                                         |                                         |                                         |                                         |                                         |                                         |                                         |                                         |                                         |

## Demografia
La nacionalitat de la gent és micronèsia i les ètnies més comunes són els chuukese, els kosraeans, els pohnpeians i els japeis. L'anglès és l'idioma comú i oficial, mentre que cadascuna de les illes principals té la seva pròpia llengua local com el chuukese, kosraean, pohnpeian i Yapese. El 96% de la població és cristiana i el catolicisme romà és la religió majoritària en més del 50% de la població. Des d'una perspectiva internacional, la ciutat ha estat catalogada com a "alt grau de dificultat amb una prima de dificultat típica del 30%".

## Administració
Des de 1989, Palikir és la capital federal dels Estats Federats de Micronèsia (FSM), que va aconseguir la independència dels Estats Units i des de llavors es manté en lliure associació amb els Estats Units des del maig de 1979. FSM té un govern constitucional encapçalat per un president.

## Economia

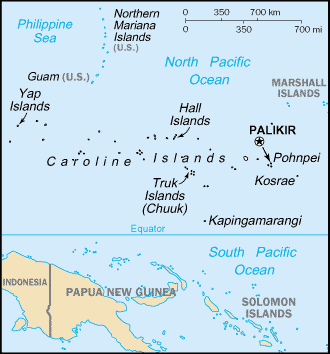
Situació de Palikir dintre de Micronèsia.

L'economia de la capital es reflecteix en els recursos econòmics dels Estats Federats de Micronèsia (sis-centes illes, atol·lons i illots, inclosa l'illa de Pohnpei) en el seu conjunt. L'economia de l'illa consisteix bàsicament en l'agricultura de subsistència i la pesca (processament de peix i aqüicultura). Es produeixen productes agrícoles i plantacions tropicals com la copra, el fruit del pa, el taro, les nous d'areca, els moniatos, la iuca, les fruites i verdures tropicals, les petxines de trochus, el cacau i l'arròs. Existeix la ramaderia, amb la cria de porcs i ocells de corral. Productes com el peix, els plàtans, el pebre negre i les peces de vestir s'exporten principalment al Japó. Els articles importats són aliments, productes manufacturats, maquinària i equips i begudes.
El país és independent, però de fet depèn de l'ajuda financera derivada del seu Acord d'Associació Lliure amb els Estats Units. En 2012, la taxa d'inflació era del 2% i el cost de la vida (dels béns importats) a Palikir és, pel que sembla, molt alt en comparació amb altres llocs del món.

## Religió
La població es divideix per igual entre protestants i catòlics, a més, existeix un petit grup de budistes en Ponapé. L'assistència a serveis religiosos és en general elevada, les esglésies estan ben secundades per les seves congregacions i exerceixen un paper important en la societat civil. També tenen importància als voltants de la ciutat les religions indígenes.

## Cultura
La dansa i la música formen una part important de la cultura del país. Els balls tradicionals són el ball del pal, on es dansa alhora que se simula una lluita amb un pal, practicat tant en aquesta ciutat i tota Ponapé, com en Yap i Chuuk.

## Transports i comunicació

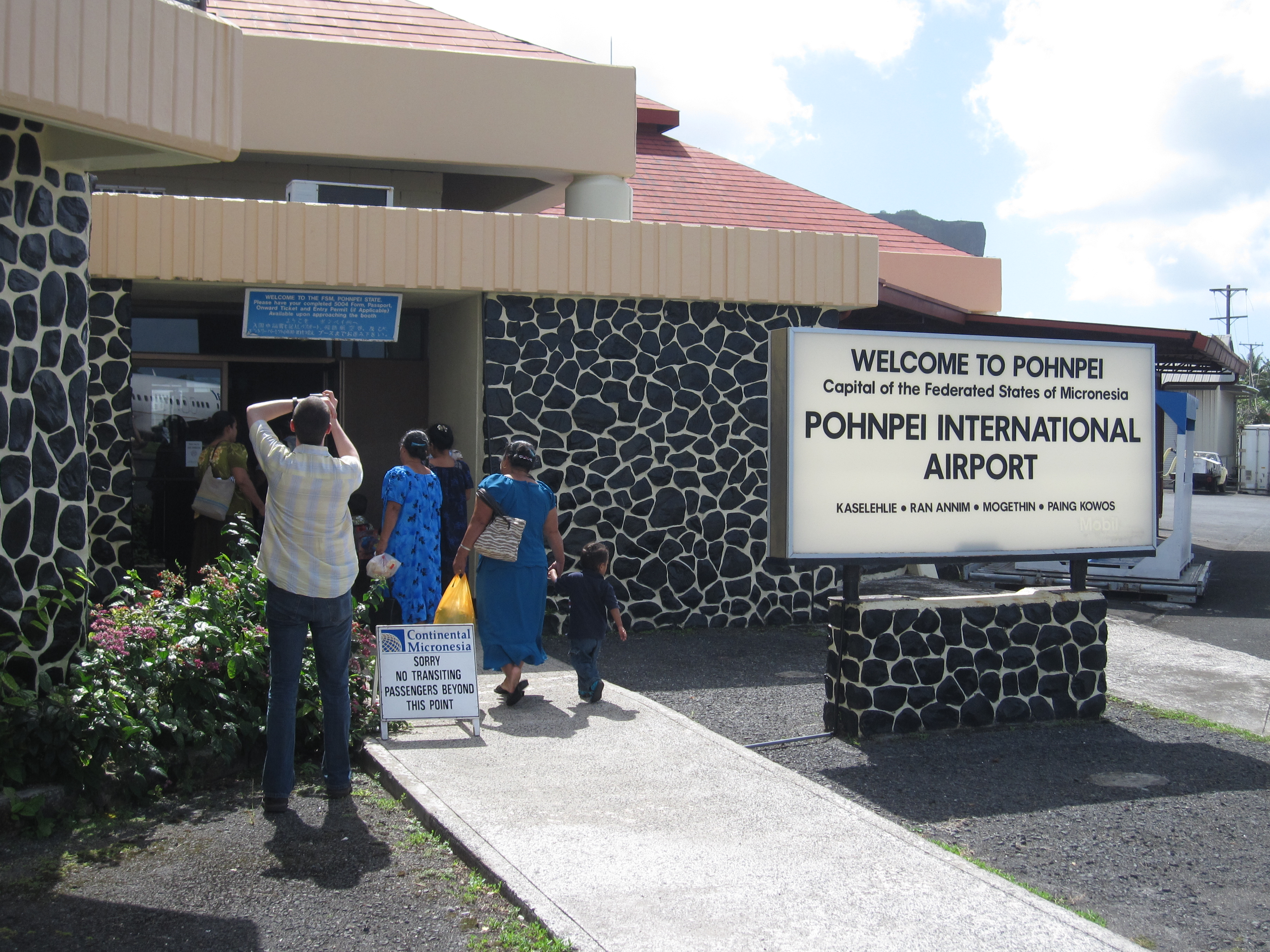
Aeroport Internacional de Ponapé.

La principal carretera de l'estat de Ponapé passa per la ciutat, aquesta carretera és la que serveix de connexió amb Kolonia i la que permet accedir a la resta de localitats de l'illa com Pwel Weite o Tamworohi. La ciutat no té accés a la mar, per tant, tampoc disposa del port de Kolonia que es troba a tan sols a 7 km del centre de la ciutat i del qual salpen els vaixells comercials de l'illa. L'Aeroport Internacional de Ponapé es troba molt pròxim a la ciutat i podria ser considerat com a seu, des del qual surten avions rumb a diverses destinacions internacionals pel que l'illa es connecta amb altres països i no queda tan aïllada.

## Esport

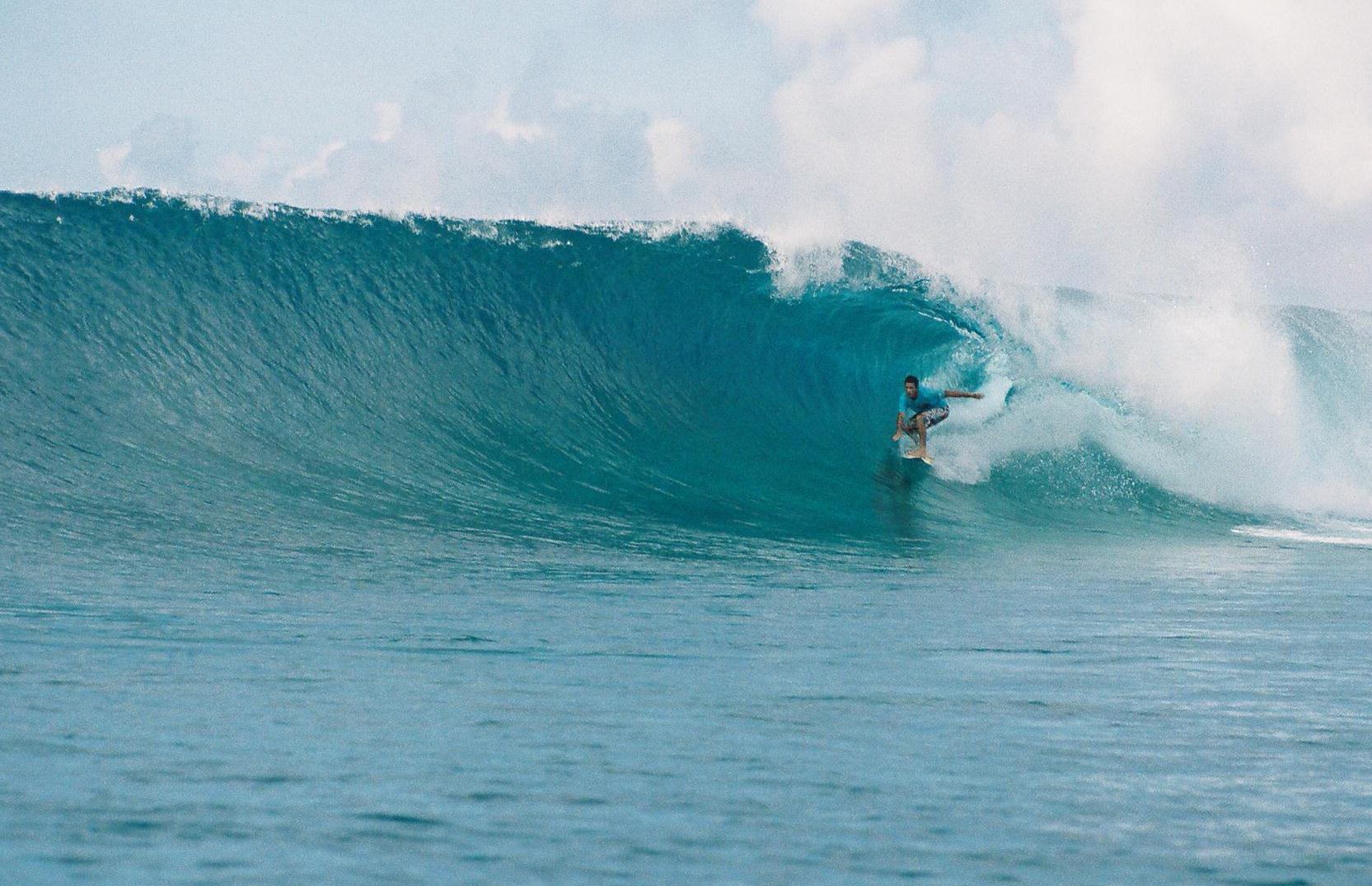
El surf és un dels principals esports de Palikir.

Sens dubte el futbol és l'esport més popular entre els habitants de totes les edats de la ciutat com demostra el fet que gran part dels nens que juguen al futbol a Estats Federats de Micronèsia micronèsia resideixen a la ciutat o en la veïna localitat de Kolonia. Encara que a la ciutat no es disposa d'un gran estadi de futbol sí que es disposa d'un petit camp en el qual tant la selecció de futbol de Micronèsia com l'Equip Nacional de Futbol de Ponhpei han disputat uns quants partits. També són populars el bàsquet, el rugbi o esports aquàtics com el surf.

## Persones notables
- Bailey Olter (1932/1999): important polític i tercer president de Micronèsia entre 1991 i 1996.
- Emelihter Kihleng: poeta.